# Alexander Goehr
Peter Alexander Goehr (ɡøːɐ̯; Berlino, 10 agosto 1932 – Cambridgeshire, 26 agosto 2024) è stato un compositore britannico.

## Biografia
Goehr nacque a Berlino nel 1932, figlio del direttore d'orchestra e compositore Walter Goehr, allievo di Arnold Schönberg. A vent'anni emerse come una figura centrale nella Scuola di Manchester dei compositori britannici del dopoguerra. Nel 1955-56 entrò a far parte del masterclass di Olivier Messiaen a Parigi. Sebbene nei primi anni sessanta Goehr fosse considerato un leader dell'avanguardia, il suo atteggiamento obliquo nei confronti del modernismo e di qualsiasi movimento o scuola, divenne presto evidente. In una sequenza di lavori tra cui il Piano Trio (1966), l'opera Arden Must Die (1966), il brano teatrale Triptych (1968-70), il pezzo orchestrale Metamorphosis/Dance (1974) e il Quartetto d'archi n. 3 (1975-76), si rivelò la voce personale di Goehr, che derivava da un uso altamente individuale del metodo seriale e da una fusione di elementi tratti dalla sua doppia eredità di Schönberg e Messiaen. Fin dal momento del luminoso Salmo IV ambientato nel 1976, Goehr aveva urgenza di ritornare a modi di composizione più tradizionali, usando materiali familiari come oggetti di speculazione musicale, in contrasto con le priorità tecnologiche della ricerca musicale attuale.

## Vita e opere

### Gioventù e studi
Alexander Goehr nacque il 10 agosto 1932 a Berlino e la sua famiglia si trasferì in Gran Bretagna quando aveva solo pochi mesi. Alexander proveniva da una famiglia estremamente musicale: sua madre Laelia era una pianista di formazione classica e suo padre era allievo di Schönberg e direttore pionieristico della musica di Schönberg, Messiaen (diresse la première britannica della Sinfonia Turangalîla nel 1953) e Monteverdi. Il piccolo Alexander crebbe in una famiglia permanentemente popolata da compositori, tra cui Mátyás Seiber e Michael Tippett.
Sebbene queste premesse indicassero fin troppo chiaramente il futuro di Goehr come compositore, i suoi sforzi in tal senso non furono molto incoraggiati da suo padre e inizialmente intendeva studiare i classici all'Università di Oxford, ma andò invece a studiare composizione al Royal Manchester College of Music, con Richard Hall.
Nelle sue lezioni di composizione Goehr diventò amico dei giovani compositori Peter Maxwell Davies e Harrison Birtwistle e del pianista John Ogdon, con i quali fondò il New Music Manchester Group. Un evento fondamentale nello sviluppo di Goehr fu ascoltare la première britannica della Sinfonia Turangalîla  di Messiaen, diretta da suo padre. L'interesse per la musica non occidentale (ad esempio i raga indiani) esaltato dall'incontro con la musica di Messiaen, insieme con l'interesse per i modi medievali condivisi con Peter Maxwell Davies e Harrison Birtwistle influenzarono in gran parte le prime immaginazioni musicali di Goehr. Le sue prime composizioni riconosciute risalgono a questi anni: Songs for Babel (1951) e Sonata per pianoforte, op. 2, dedicata alla memoria di Prokofiev, che era morto quell'anno.
Nel 1955 Goehr lasciò Manchester per andare a Parigi e studiare con Messiaen e rimase a Parigi fino all'ottobre del 1956. La scena musicale di Parigi avrebbe lasciato una grande impressione su Goehr, che divenne buon amico di Pierre Boulez e fu coinvolto nel movimento serialista d'avanguardia di quegli anni. Goehr sperimentò la tecnica di Boulez del bloc sonore, in particolare nel suo primo quartetto d'archi del 1956-1957. Boulez era una sorta di mentore per Goehr alla fine degli anni Cinquanta, programmando le sue nuove composizioni nei suoi concerti al Théâtre Marigny di Parigi.
Non doveva durare. Alla fine la sensibilità di Goehr si separò dal serialismo di Boulez. Ciò che disturbava Goehr era principalmente la sua percezione che a metà degli anni Cinquanta il serialismo fosse diventato un culto della purezza stilistica, modellandosi sulle opere dodecafoniche di Anton Webern. Il riferimento a qualsiasi altra musica era proibito e disprezzato e la scelta spontanea sostituita con le leggi combinatorie del serialismo:

### Ritorno nel Regno Unito, 1956-76
Al suo ritorno in Gran Bretagna, Goehr conobbe una svolta come compositore con l'esecuzione della sua cantata The Deluge nel 1957 sotto la direzione di suo padre. Si tratta di un'opera grande e ambiziosa ispirata agli scritti di Ėjzenštejn, una delle molte fonti di ispirazione extra-musicali di Goehr. Si può vedere che il mondo del suono sia derivato dalle cantate dodecafoniche di Webern, ma si impone implicitamente per l'imponente tensione armonica e la piena sonorità delle cantate Ėjzenštejn di Prokof'ev. Il genere della cantata è quello che Goehr avrebbe esplorato più volte nel corso della sua carriera.
In effetti dopo il successo di The Deluge, a Goehr fu commissionata una nuova cantata, Sutter's Gold per coro, baritono e orchestra. Tuttavia il nuovo lavoro si rivelò altamente impopolare, in particolare per i cantanti, che trovarono incredibilmente difficile da eseguire. In effetti la difficoltà dell'esecuzione è uno dei motivi per cui Sutter's Gold fu respinto dalla critica per la sua esibizione al festival di Leeds nel 1961. Questa débacle, tuttavia, ebbe un impatto costruttivo su Goehr: piuttosto che respingere le critiche come il semplice risultato dell'incompetenza da parte della critica e degli attori, affrontò sinceramente le domande sulla posizione del compositore di avanguardia e sulla sua musica:
Nonostante ciò Goehr continuò a comporre opere corali. Incoraggiato dalla sua amicizia con il direttore di coro John Alldis, che era fortemente impegnato nella nuova musica, Goehr compose i suoi Two Choruses nel 1962, che usavano per la prima volta la combinazione di modalità e serialismo, che sarebbe rimasta la sua principale risorsa tecnica per i successivi 14 anni. La sua ricerca di un modello di serialismo che potesse consentire la libertà espressiva lo portò alla sua famosa Little Symphony, op. 15 (1963). È un monumento al padre del direttore d'orchestra/compositore di Goehr, che era inaspettatamente morto e si basa su una sequenza di accordi modellata sottilmente (ma non citandolo) sul movimento "Catacombe" dai Quadri di un'esposizione di Mussorgsky (Goehr senior aveva fatto una stretta analisi armonica di questo insolito movimento).
Questo approccio flessibile al serialismo, che integra lo sfondo armonico con il bloc sonore e la modalità, è molto rappresentativo del tipo di scrittura che Goehr sviluppò come alternativa alle restrizioni del serialismo totale. Non è un caso che Boulez, che in precedenza aveva facilitato l'esecuzione della musica di Goehr, si rifiutasse di programmare Little Symphony: nel 1963 Goehr si era ben discostato dallo stile dei suoi giorni parigini.
Gli anni sessanta videro Goehr fondare la Wardour Castle Summer School con Peter Maxwell Davies e Harrison Birtwistle nel 1964 e, soprattutto, l'inizio del coinvolgimento di Goehr con l'opera e il teatro musicale. Nel 1966 scrisse la sua prima opera, Arden Must Die (Arden Muss Sterben), un'ambientazione completamente brechtiana di un dramma morale giacobino che aveva risonanze politiche e sociali scomodamente contemporanee. La suggestiva cornice di Goehr di un testo composto da Erich Fried in rime baciate sfrutta al massimo l'idea di semplici idee musicali che vengono continuamente distorte in un effetto sinistro e sarcastico.
Nel 1967 fondò il Music Theater Ensemble e nel 1971 completò un ciclo in tre parti per il teatro musicale - Tryptich - composto da tre opere: Naboth's Vineyard (1968) e Shadowplay (1970) furono entrambe esplicitamente scritte per il Music Theater Ensemble mentre la successiva Sonata su Gerusalemme (1971) fu commissionata da Testimonium, Gerusalemme ed eseguita dall'Israel Chamber Orchestra e Gary Bertini.
La fine degli anni sessanta vide anche l'inizio di una serie di prestigiosi appuntamenti accademici per Goehr. Nel 1968–1969 fu compositore residente al New England Conservatory of Music, Boston ed insegnò all'Università Yale come professore associato di musica. Goehr tornò in Gran Bretagna come professore ospite all'Università di Southampton (1970-1971). Nel 1971 fu nominato West Riding Professor of Music all'Università di Leeds. Goehr lasciò Leeds nel 1976 quando fu nominato professore di musica all'Università di Cambridge dove insegnò fino al suo pensionamento nel 1999. A Cambridge divenne membro della Trinity Hall.

### 1976–96
L'anno della nomina di Goehr a Cambridge coincise con una svolta nella sua produzione. Nel 1976 Goehr scrisse un'ambientazione "in bianco" del Salmo IV. La sonorità modale semplice e brillante di questo pezzo ha segnato un finale distacco dal serialismo del dopoguerra ed un impegno per un mondo dei suoni più trasparente. Goehr trovò un modo per controllare il ritmo armonico fondendo il suo idioma armonico modale con la pratica a lungo abbandonata del basso figurato, ottenendo così una fusione altamente idiosincratica di passato e presente.
La produzione dei successivi vent'anni ha testimoniato il desiderio di Goehr di usare questo nuovo linguaggio per esplorare idee e generi che erano già diventati elementi costanti del suo lavoro, come l'esplorazione della forma sinfonica: Goehr tornò alla forma sinfonica nella sua Sinfonia (1979) e Symphony with Chaconne (1987). Tuttavia la produzione di questi anni è disseminata soprattutto di un gran numero di spartiti vocali ambiziosi.
Una caratteristica comune di molte delle composizioni vocali di questi anni è la scelta dei soggetti che funzionano come allegorie per la riflessione su temi sociopolitici. The Death of Moses (1992) usa il rabbioso rifiuto di Mosè di morire come un'allegoria per il destino delle vittime dell'Olocausto; mentre la cantata Babylon the Great is Fallen (1979) e l'opera Behold the Sun (1985), per la quale Babylon the Great può essere considerata un abbozzo di studio, entrambi esplorano i temi della rivoluzione violenta attraverso i testi della rivolta anabattista di Münster del 1543. Esistono anche opere non politiche come Sing, Ariel, che ricorda il canto stilizzato degli uccelli di Messiaen ed è basata su un caleidoscopio di poesia inglese e l'opera Arianna (1995), scritta su un libretto di Rinuccini per l'L'Arianna, un'opera perduta di Monteverdi, è un'esplorazione tipicamente peculiare del mondo sonoro del Rinascimento italiano. In effetti il coinvolgimento di Goehr con la musica di Monteverdi risale alla cantata The Death of Moses, che descrisse come "Monteverdi ascoltato attraverso Varèse". Arianna è anche il pezzo che mostra apertamente l'intenzione di Goehr di trasformare la sua reinvenzione del passato in un processo musicale che il pubblico può ascoltare e identificare:
Nella primavera del 1999 la Università di Siena, su proposta della Facoltà di lettere e filosofia di Arezzo, conferì a Goehr una laurea honoris causa in lettere moderne per la composizione dell'Arianna di Rinuccini.

### 1996–2014
Sebbene gli ultimi quindici anni della produzione di Goehr non abbiano ricevuto la generosa copertura (sia in termini di scrittura accademica che di frequenza delle esecuzioni) dei suoi lavori precedenti, rappresentano probabilmente la più interessante delle fasi compositive di Goehr. La produzione dell'ultimo decennio è stata annunciata dalla sorprendente opera Kantan e Damask Drum del 1999, presentata al Teatro dell'Opera di Dortmund. Questa opera consiste infatti in due spettacoli della tradizione teatrale giapponese Nō, separati da un breve interludio umoristico kyōgen. Com'è tipico per Goehr, i testi giapponesi risalgono al XV secolo e sono stati adattati dal compositore per l'ambientazione moderna. Il linguaggio deliziosamente tonale non si lascia andare all'orientalismo, ma piuttosto il rapporto tra musica e teatro del Nō anima l'intero lavoro. Ancora una volta, con Kantan e Damask Drum continua la ricerca per una sintesi espressiva; in questo caso l'occidentale e l'orientale, il passato e il presente sono una cosa sola.
Negli anni seguenti Goehr si dedicò quasi esclusivamente alla musica da camera. Questa è forse una risposta alle difficoltà incontrate nella messa in scena delle sue opere: i limitati finanziamenti necessari per un'esibizione di musica da camera consentono di ascoltare musica in locali che si discostano dai sentieri battuti, consentendo al compositore un maggiore controllo sulla qualità della performance. Attraverso il mezzo della musica da camera Goehr acquisisce un'immediatezza ritmica e armonica senza precedenti, mentre la sua musica rimane sempre permeabile dalla musica e dall'immaginario di altri tempi e luoghi: il Piano Quintet (2000) e la Fantasie for cello and piano (2005) sono permeati di sonorità ricche di qualità assolutamente simile a quella di Ravel.
Il set di pezzi per pianoforte Symmetries Disorder Reach (2007) è una suite barocca appena velatamente camuffata, impregnata dallo spirito del primo Berg. Marching to Carcassonne (2003) flirta con il neoclassicismo e Stravinsky, e Manere per violino e clarinetto (2008), basato su un frammento del canto gregoriano medievale, è una tipica incursione nell'arte dell'abbellimento musicale. Sempre nel 2008 fu scritto Since Brass nor Stone per quartetto d'archi e percussioni (2008), un monumento a Pavel Haas. Ispirato ad un sonetto di Shakespeare, dal quale prende a prestito il titolo, quest'opera è rappresentativa dell'inventiva del recente lavoro da camera di Goehr. Un recensore ha descritto il mondo sonoro di questo lavoro come "singhiozzanti schemi fugali sovrapposti a intricate, delicate percussioni [...] un magico giardino di trame variegate".
Dopo una pausa di quasi dieci anni dal mezzo operistico, Goehr tornò a scrivere un'opera lirica con Promised End (2008-2009), eseguita per la prima volta dall'English Touring Opera nel 2010 e basato sul Re Lear di Shakespeare. Nello stesso anno arrivò When Adam Fell, una commissione della BBC per orchestra basata sul basso cromatico della corale di Bach "Durch Adam's Fall is alles Verderbt", presentata per la prima volta a Goehr dal suo insegnante Olivier Messiaen. To These Dark Steps/The Fathers are Watching (2011-2012), scritto per tenore, coro di bambini e gruppo, è basato su testi del poeta israeliano Gabriel Levin relativi all'attentato di Gaza durante la guerra in Iraq e fu presentato in anteprima in un concerto in occasione dell'80º compleanno di Goehr .
Largo Siciliano (2012) è un trio elogiato per la sua padronanza dell'equilibrio auditivo tra l'insolita combinazione di violino, corno e pianoforte, "dall'apertura della malinconia crepuscolare a un finale che sembra svanire nell'oblio". La sinfonia da camera ...between the lines... (2013), l'ultima commissione in una relazione di lunga data con il gruppo di musica contemporanea di Birmingham, è un'opera monotematica in quattro movimenti suonati senza interruzioni, come un riconoscimento diretto della Sinfonia da Camera op. 9 di Arnold Schönberg.
Nel 2004 Goehr ha ricevuto un dottorato onorario di musica dalla Plymouth University.

## Stile musicale

### Eclettismo e sintesi
Tutte le opere di Goehr sono, in un modo o nell'altro, studi sulla sintesi di diversi elementi diversi. Questo è già evidente nel suo pezzo rivoluzionario, The Deluge (1957-1958), che si ispira alle note di Ėjzenštejn per un film basato su uno scritto di Leonardo da Vinci; in altre parole Goehr scrive musica sugli appunti di un regista per un film basato sugli scritti di un pittore! Allo stesso modo, la sua ispirazione per nuove composizioni varia dalle proporzioni formali di una sonata per pianoforte di Beethoven (Metamorphosis/Dance, 1973-4) a un dipinto di Goya (The Colossus o Panic, 1990), al sinistro umorismo di Bertolt Brecht (Arden Must Die, 1966) o al teatro giapponese Nō (Kantan e Damask Drum, 1999).
Un altro elemento del filo rosso di The Deluge è che prende spunto da un progetto Ėjzenštejn incompiuto e mai realizzato. Goehr tornerà più volte all'idea di realizzare una sintesi di frammenti o progetti incompiuti lasciati da altri artisti, anche se in modo metaforico: la cantata The Death of Moses risuona con il lavoro Moses und Aron incompiuto di Schönberg; l'opera Arianna (1995) fa da cornice al libretto di un'opera perduta di Monteverdi e i frammenti di prosa pubblicati postumi di Franz Kafka si nascondono dietro Das Gesetz der Quadrille (1979), Sur terre en l'air (1997) e Schlussgesang (1990).
Per un livello musicale strettamente tecnico, lo sforzo di Goehr fu a lungo quello di unificare il rigore contrappuntistico e i meccanismi motivanti della Prima scuola viennese e Seconda scuola viennese con un forte senso di ritmo armonico e sonorità. È indicativo che Goehr dovesse andare a Parigi non solo per frequentare le lezioni di Messiaen al Conservatorio di Parigi, ma anche per studiare contrappunto e serialismo con lo studioso di Schönberg e compositore Max Deutsch; ancora più indicativo è l'aneddoto che Deutsch avrebbe buttato Goehr fuori di casa dopo aver sentito che il giovane intendeva studiare con Messiaen e con lui. L'indebitamento di Goehr nei confronti di Messiaen è molto forte, come risulta dall'impegno permanente di Goehr per la modalità come integrazione sia al serialismo che alla tonalità, così come la sua scrittura melodica spesso ispirata al canto degli uccelli, in particolare nella cantata Sing, Ariel.

### Coinvolgimento con il passato
L'interesse di Goehr per il passato della musica è lungi dall'essere un manierismo vuoto o un segno di conservatorismo musicale, ma piuttosto un'esplorazione seria e costantemente rinnovata delle sue radici musicali. La musica del passato non ostacola, secondo Goehr, la ricerca di un linguaggio musicale innovativo:
Questo atteggiamento è sinteticamente espresso dalla sorprendente affermazione di Goehr secondo cui "tutta l'arte è nuova e tutta l'arte è conservatrice". Intesa in questo modo, la sua immaginazione musicale del passato può essere ricondotta a tre fonti fondamentali:

#### Walter Goehr
Sebbene il rapporto personale di Goehr con suo padre non fosse privo di problemi, Walter Goehr ebbe un'influenza determinante su suo figlio attraverso il suo lavoro come direttore: i compositori di cui Walter sosteneva il lavoro - Arnold Schönberg, Claudio Monteverdi, Modest Petrovič Musorgskij, Olivier Messiaen - appaiono come un filo rosso in tutta la produzione di Alexander. Ad esempio, Arianna di Goehr usa il libretto di un'opera perduta di Monteverdi, Arianna abbandonata ed evoca sonorità che ricordano il Rinascimento italiano. Il quintetto Five Objects Darkly (il cui titolo fu preso in prestito da un'opera del pittore Giorgio Morandi è una serie di variazioni basate su un frammento musicale di Mussorgsky e la precedente Little Symphony usa la struttura cordale delle Catacombe di Mussorgsky da Quadri di un'esposizione come una spina dorsale armonica.

#### I compositori modernisti del primo Novecento
Walter Goehr aveva studiato con Schönberg ed era costantemente circondato da compositori di alto livello come Mátyás Seiber, Michael Tippett ed altri. Il forte senso di indebitamento di Goehr nei confronti di questa generazione, in particolare nei confronti di Schönberg, aveva molto a che fare con la sua ambivalente reazione alla scuola avanguardista di Darmstadt degli anni '50 (in cui il suo amico e mentore Pierre Boulez era fortemente coinvolto).

#### La musica della tradizione barocca e classica
L'interesse di Goehr per queste musiche fa sicuramente parte della sua eredità schönberghiana. Proprio come Schönberg, Goehr rifiuta di considerare la composizione attuale come una pratica indipendente da qualsiasi tradizione musicale, ma piuttosto cerca nella tradizione gli elementi per l'innovazione del linguaggio musicale. La ricerca di Alexander di un mezzo per controllare la struttura e l'armonia nella musica lo portò alla fine degli anni Settanta a un'interpretazione innovativa della pratica del tardo barocco del basso figurato in combinazione con la sua miscela personale di modalità e serialismo. Ciò è esemplificato dalla sua impostazione del Salmo IV e dalle conseguenti opere correlate: Fuga e Romanza sulle note del quarto Salmo (rispettivamente 1976 e 1977). Goehr è anche impegnato nella reinvenzione di forme classiche come la sinfonia, il Concerto classico e la Suite barocca (dalla sua Suite Op. 11 del 1961 fino a Symmeteries Disorder Reach del 2007). Ulteriori fonti di ispirazione sono i trattati sull'ornamento musicale di Carl Philipp Emanuel Bach e Monteverdi, la cui sintesi della polifonia rinascimentale con il primo barocco si sposta verso l'omofonia e il controllo dell'armonia rispecchia chiaramente l'impegno di Goehr verso un pratica serialista armoniosamente espressiva.

## Elenco lavori
In ordine cronologico:
- 1951: Songs of Babel
- 1952: Sonata for piano, Op. 2
- 1954: Fantasias for clarinet and piano, Op. 3
- 1957: Capriccio for piano, Op. 6
- 1957-8: The Deluge, Op. 7
- 1959: Variations for flute and piano, Op. 8; Four Songs from the Japanese, Op. 9; Sutter's Gold, Op. 10
- 1956–57: String Quartet No. 1
- 1959–61: Hecuba's Lament, Op. 12
- 1961: Suite, Op. 11
- 1961–62: Violin Concerto, Op. 13
- 1962: Two Choruses, Op. 14
- 1963: Virtutes, a cycle of nine songs and melodramas; Little Symphony, Op. 15; Little Music for Strings, Op. 16
- 1964: Five Poems and an Epigram of William Blake, Op. 17; Three Pieces for Piano, Op. 18
- 1965: Pastorals, Op. 19
- 1966: Piano Trio, Op. 20; Arden Must Die (Opera), Op. 21
- 1966–67: Warngedichte (per mezzosoprano e piano), Op. 22
- 1967: Three Pieces from Arden Must Die, Op. 21a; String Quartet No. 2, Op. 23
- 1968: Romanza per violoncello e orchestra, Op. 24; Naboth's Vineyard, Op. 25
- 1969: Konzertstück, Op. 26; Nonomiya, Op. 27; Paraphrase for clarinet, Op. 28; Symphony in One Movement, Op. 29
- 1970: Shadowplay, Op. 30; Concerto for Eleven, Op. 32
- 1971: Sonata about Jerusalem, Op. 31
- 1972: Piano Concerto, Op. 33
- 1973–74: Chaconne for Wind, Op. 34
- 1974: Lyric Pieces, Op. 35; Metamorphosis/Dance, Op. 36
- 1976: String Quartet No. 3, Op. 37; Psalm IV, Op. 38a; Fugue on the Notes of Psalm IV, Op. 38b
- 1977: Romanza on the Notes of Psalm IV, Op. 38c
- 1979: Babylon the Great is Fallen (cantata), Op. 40; Chaconne for organ, Op. 34a; Das Gesetz der Quadrille, Op. 41; Sinfonia, Op. 42
- 1981: Deux Etudes, Op. 43; Behold the Sun (dramatic scena), Op. 44a
- 1985: Behold the Sun (opera); ...a musical offering (J.S.B. 1985)..., Op. 46; Two Imitations of Baudelaire, Op. 47
- 1986: Symphony with Chaconne, Op. 48
- 1988: Eve Dreams in Paradise, Op. 49; ...in real time, Op. 50
- 1990: Sing Ariel, Op. 51; String Quartet No. 4, Op. 52
- 1992: The Death of Moses (cantata), Op. 53; Colossos or Panic per orchestra, Op. 55
- 1993: The mouse metamorphosed into a maid per voce non accompagnata, Op. 54
- 1995: Arianna, Op. 58
- 1996: Schlussgesang per orchestra, Op. 61; Quintet Five objects Darkly, Op. 62
- 1996: Three Songs, Op. 60
- 1997: Idées Fixes per gruppo, Op. 63; Sur terre, en l'air, Op. 64
- 1999: Kantan and Damask Drum
- 2000: Piano Quintet, Op. 69; Suite, Op. 70
- 2002: ...a second musical offering, Op. 71; ...around Stravinsky, Op. 72; Symmetry Disorders Reach for piano, Op. 73
- 2003: Marching to Carcassonne, Op. 74; Adagio (Autoporträt), Op. 75
- 2004: Dark Days, Op. 76
- 2005: Fantasie, Op. 77
- 2006: Broken Lute, Op. 78
- 2008: Since Brass, nor Stone..., fantasia per quartetto d'archi e percussioni, Op. 80; manere, duo per clarinetto e violino, Op. 81; Overture for ensemble, Op. 82
- 2008–09: Promised End, opera in ventiquattro preludi (scene) su testo tratto dal King Lear di Shakespeare, Op. 83
- 2009: Broken Psalm per coro misto (SATB) e organo, Op. 84
- 2010: Turmmusik (Tower Music) per due clarinetti, ottoni e archi con assolo di baritono, Op. 85
- 2011: When Adam Fell per orchestra, Op. 89
- 2011–12: To These Dark Steps / The Fathers are Watching per tenore, coro di ragazzi e gruppo, Op. 90
- 2013: ... between the Lines Sinfonia da camera per undici suonatori, Op. 94
- 2014–15: Verschwindendes Wort per mezzosoprano, tenore e ensemble, Op. 97
- 2015–16: Two Sarabands per orchestra, Op. 98
- 2016: The Master Said per narratore e orchestra da camera, Op. 99
- 2018: Vision of the Soldier Er (String Quartet No. 5) per quartetto d'archi, Op. 102

## Scritti
- The Theoretical Writings of Arnold Schönberg, collana Proceedings of the Royal Musical Association, vol. 100, 1973–74,  pp. 85-96.
- Musical Ideas and Ideas about Music (London, 1978).
- Finding the Key: Selected Writings of Alexander Goehr, ed. D. Puffett (London: Faber and Faber, 1998).
- Schönberg and Karl Kraus: The Idea behind the Music [University of Southampton lecture, 1983]. Music Analysis vol. 4 (March–July 1985), 59–71.
- The Composer and His Idea of Theory: A Dialogue. Music Analysis vol. 11, No. 2-3 (July October 1992), 143–175.

## Media
Nel 1987 la BBC invitò Goehr a presentare le Reith Lectures. In una serie di sei lezioni, intitolate The Survival of the Symphony, ripercorre l'importanza della sinfonia e la sua apparente caduta in disgrazia nel XX secolo.